# Kabinet architektury
Kabinet architektury,  z. s. je spolek, který vznikl v Ostravě v roce 2014. Je nástupcem Spolku pro ostravskou kulturu (SPOK), který působil od roku 2002 a v roce 2014 byl transformován na  Kabinet architektury. Věnuje se výstavám zaměřeným na architekturu. Nejdříve byly výstavy pořádány v příležitostných výstavních prostorách v Ostravě. V roce 2009 SPOK  spolu s Galerií výtvarného umění v Ostravě (GVUO), která poskytla nutné prostorové zázemí a logistickou podporu architektonickým výstavám, založili Kabinet architektury na půdě ostravského Domu umění (GVUO). Téměř ke každé výstavě v Kabinetu architektury je vydán obrazově bohatě vybavený katalog tvořící ediční řadu.

## Členství v ICAM
V roce 2011 byl Kabinet architektury přijat do organizace ICAM, kdy v současnosti[kdy?] jsou jedinými zástupci České republiky v této prestižní asociaci sdružující významné instituce, galerie a muzea z celého světa, jež se zaměřují na prezentaci a popularizaci témat spojených s architekturou.

## Publikační činnost
- Prelovšek, Damjan; Strakoš, Martin: Architekt Oscar Niemeyer, Brasília. Politik Juscelino Kubitschek, Brasília – Slovo muže (katalog), Ostrava 2009, ISBN 978-80-904096-1-3 (SPOK.Ostrava), ISBN 978-80-85091-88-5 (GVUO.Ostrava)
- Świechowski, Zygmunt; Gola, Agnieszka; Šťastná, Marie; Kuś, Wiesław: Gallia Romanica. Románská architektura a sochařství Francie ve fotografiích Zygmunda Świechowského (katalog), Ostrava 2009, ISBN 978-80-904096-3-7 (SPOK.Ostrava), ISBN 978-80-85091-90-8 (GVUO.Ostrava)
- Trojhlavý drak / Trójgłowy smok / Dreiköpfiger Drache / 2009 (katalog), Ostrava 2009, ISBN 978-80-904096-4-4 (SPOK.Ostrava), ISBN 978-80-85091-95-3 (GVUO.Ostrava)
- Stephan, Regina; Strakoš, Martin: Erich Mendelsohn. Dynamika a funkce, vize kosmopolitního architekta (katalog), Ostrava 2009, ISBN 978-80-904096-2-0 (SPOK.Ostrava), ISBN 978-80-85091-89-2 (GVUO.Ostrava)
- Hanzlová, Alena (ed.): Kazuyo Sejima, Ryue Nishizawa / SANAA. Škola managementu a designu v Zollverein. THOMAS MAYER, Praha, Ostrava 2010, ISBN 978-80-903853-2-0 (Gaaleriie.net), ISBN 978-80-904096-6-8 (SPOK.Ostrava)
- Schneider, Romana: Mezinárodní vztahy. Mladí architekti z Německa (katalog), Ostrava 2010, ISBN 978-80-904096-7-5 (SPOK.Ostrava), ISBN 978-80-87405-00-0 (GVUO.Ostrava)
- Goryczka, Tadeáš; Němec, Jaroslav (eds.): Daniel Libeskind. Architektura je řeč. Architektura jako język. Architecture Is a Language (katalog), Ostrava 2010, ISBN 978-80-904096-8-2 (SPOK.Ostrava), ISBN 978-80-87405-02-4 (GVUO.Ostrava)
- Duda, Michał: Vratislav 20/20. Architektura 1990–2010 (katalog), Ostrava 2010, ISBN 978-80-904096-9-9 (SPOK.Ostrava) ISBN 978-80-87405-05-5 (GVUO.Ostrava)
- Goryczka, Tadeáš; Němec, Jaroslav (eds.): Boris Podrecca. Architekt (katalog), Ostrava 2011, ISBN 978-80-87508-00-8 (SPOK.Ostrava), ISBN 978-80-87405-07-9 (GVUO.Ostrava)
- Kapusta, Janusz; Borusiewicz, Mirosław; Kowalska, Bozena; Sztabiñski, Grzegorz: K-dron. Mezi uměním a matematikou. Janusz Kapusta. New York (katalog), Ostrava 2011, ISBN 978-80-87508-01-5 (SPOK.Ostrava), ISBN 978-80-87405-10-9 (GVUO.Ostrava)
- Podreka, Gisela: Gisela Podreka Architektin (katalog), Ostrava/Vídeň 2011, ISBN 978-80-87508-02-2 (SPOK.Ostrava)
- Strakoš, Martin: Radnice Slezské Ostravy jako vychýlený svorník mezi tradicí a moderností. Ostrava 2011, ISBN 978-80-87508-03-9 (brož. s kovovým hřbetem), ISBN 978-80-87508-04-6 (brož.), ISBN 978-80-904096-0-6 (váz.)
- Goryczka, Tadeáš; Němec, Jaroslav (eds.): OFIS architekti 2002–2012 / inspirující limity (katalog), Ostrava 2012, ISBN 978-80-87508-05-3 (SPOK.Ostrava), ISBN 978-80-87405-14-7 (GVUO.Ostrava)
- Goryczka, Tadeáš; Němec, Jaroslav (eds.): POST-OIL CITY. Historie budoucnosti města (katalog), Ostrava 2012, ISBN 978-80-87508-07-7 (SPOK.Ostrava), ISBN 978-80-87405-16-1 (GVUO.Ostrava)
- Goryczka, Tadeáš; Němec, Jaroslav (eds.): TALLER: objekt – oděv. KDYŽ SE ODĚV SETKÁ S ARCHITEKTUROU. MARYLA SOBEK / Montreal (katalog), Ostrava 2012, ISBN 978-80-87508-08-4 (SPOK.Ostrava), ISBN 978-80-87405-18-5 (GVUO.Ostrava)
- Heinz-Greenberg, Ita: Erich Mendelsohn … ze života / … Biografisches. Ostrava 2012, ISBN 978-80-87508-06-0
- Goryczka, Tadeáš; Němec, Jaroslav (eds.): Josip Plečnik : skici : Plečnikova Lublaň na architektonických skicách ze soukromé sbírky Damjana Prelovšeka = sketches : Plečnik’s Ljubljana in architectural sketches from the private collection of Damjan Prelovšek = szkice : Lublana Plečnika w szkicach architektonicznych z kolekcji prywatnej Damjana Prelovšeka (katalog), Ostrava 2013, ISBN 978-80-87508-10-7 (SPOK.Ostrava), ISBN 978-80-87405-21-5 (GVUO.Ostrava)
- Goryczka, Tadeáš; Němec, Jaroslav (eds.): Zvi Hecker (katalog), Ostrava 2014, ISBN 978-80-87508-11-4 (SPOK.Ostrava), ISBN 978-80-87405-22-2 (GVUO.Ostrava)